# Фінансовий ринок
Фіна́нсовий ри́нок — це сукупність обмінно-перерозподільних відносин, пов'язаних з процесами купівлі-продажу фінансових ресурсів, необхідних для здійснення виробничої та фінансової діяльності.

## Зміст та необхідні умови існування фінансового ринку
Відносини обміну на фінансовому ринку пов'язані з передачею одним фінансовим суб'єктом іншому за відповідну плату (відсотки, дивіденди, дисконтні знижки тощо) права на тимчасове чи постійне використання фінансових ресурсів. Така передача може здійснюватися прямо чи через фінансових посередників (комерційні банки, інвестиційні фонди та ін.). Коли у торгівлі беруть участь фінансові посередники, відносини з ними продавців і покупців ресурсів є відносинами обміну, а перехід ресурсів від власника до користувача — відносинами перерозподілу.
Об'єктивною передумовою функціонування фінансового ринку є незбіг потреби у фінансових ресурсах з джерелами їх задоволення.
В умовах адміністративної економіки фінансового ринку практично не існує, оскільки формування ресурсів та їх перерозподіл здійснюється на директивних засадах через бюджет та банківську систему. Кредитні ресурси виділяються згідно з державним планом, а не на засадах вільної торгівлі ними. За умов централізованого формування, розподілу і перерозподілу фінансових ресурсів у адміністративному порядку, немає потреби у розвитку фінансової інфраструктури.
Фінансовий ринок є складовою сферою фінансової системи тільки в умовах ринкової економіки, коли переважна частина фінансових ресурсів мобілізується суб'єктами підприємницької діяльності на засадах їх купівлі-продажу. По суті, це інфраструктура фінансової системи, яка забезпечує функціонування насамперед базової сфери — фінансів суб'єктів господарювання.

## Призначення фінансового ринку
За економічною сутністю фінансовий ринок — це сукупність економічних відносин, пов'язаних з розподілом фінансових ресурсів, купівлею-продажем тимчасово вільних грошових коштів і цінних паперів.
Призначення фінансового ринку — забезпечити підприємствам належні умови для залучення необхідних коштів і продажу тимчасово вільних ресурсів.
В організаційному плані фінансовий ринок — це сукупність ринкових фінансових інституцій, що супроводжують потік коштів від власників фінансових ресурсів до позичальників.

Об'єктами відносин на фінансовому ринку є:
1. Цінні папери;
2. Фінансові послуги;
3. Грошово-кредитні ресурси.

Структура фінансів включає:
1. Державні фінанси;
2. Фінанси підприємства різних форм власності;
3. Фінанси громадян і громадських організацій.

Суб'єкти фінансів:
1. Емітенти;
2. Інвестори;
3. Фінансові посередники.

Функції фінансового ринку:
- мобілізація тимчасово вільних фінансових ресурсів;
- розподіл акумульованих вільних коштів між чисельними кінцевими споживачами;
- прискорення обороту капіталу — активізація економічних процесів у державі;
- забезпечення умов для мінімізації фінансових ризиків.

Принципи на фінансовому ринку:
1. вільний доступ до ринкової інформації і ринкових інструментів для всіх учасників фінансового ринку;
2. прозорість ринку і реальний захист інвесторів;
3. конкурентність та ефективність;
4. відповідність міжнародним стандартам.

Розвинений фінансовий ринок складається з двох груп каналів:
- канали прямого фінансування, за якими кошти пересуваються безпосередньо від власників заощаджень до позичальників шляхом продажу акцій, облігацій та інших цінних паперів;
- канали непрямого фінансування, за якими потоки грошових коштів від власників заощаджень до позичальника спрямовуються через фінансових посередників (банки, страхові компанії та інші фінансові заклади).

## Класифікація фінансового ринку
за видами фінансових активів поділяється на:
- кредитний ринок;
- ринок цінних паперів (фондовий ринок);
- валютний ринок (іноземна валюта і фінансові інструменти, що обслуговують її);
- страховий ринок (страховий захист);
- ринок дорогоцінних металів (золото, срібло, платина)
- ринок фінансових послуг (кредитні операції та ін.).

за періодом обертання фінансових активів:
- ринок грошей;
- ринок капіталів.

за регіональною ознакою:
- місцевий фінансовий ринок;
- регіональний фінансовий ринок;
- національний фінансовий ринок;
- світовий фінансовий ринок.

за швидкістю реалізації угод на фінансовому ринку розрізняють:
- ринок з терміновою реалізацією угод (як правило, до 3 днів);
- ринок з реалізацією угод в майбутньому.

## Структура фінансового ринку
В умовах ринкової економіки переміщення потоків грошових ресурсів здійснюється за допомогою механізмів фінансового ринку.
Структура фінансового ринку:
- Банківський ринок;

- Ринок цінних паперів;

- Страховий ринок.

## Ринок цінних паперів (фондовий ринок)
Фондовий ринок є важливою складовою фінансового ринку, який охоплює частину кредитного ринку і повністю ринок інструментів власності. Фондовий ринок виступає засобом забезпечення нормального функціонування всіх галузей економіки. інструментами забезпечення обороту фінансових ресурсів на фондовому ринку є цінні папери. Цінні папери — це грошові документи, які засвідчують право володіння і довготермінові зобов'язання елементів щодо виплати їхнім власникам доходів у вигляді дивідендів або відсотків, а також можливість передавання грошових та інших прав, що випливають з цих документів іншим особам.
Фондовий ринок — це частина ринку капіталів, де здійснюється емісія, купівля і продаж цінних паперів. На фондовому ринку України діють акції, державні і муніципальні облігації, внутрішні позики, облігації підприємницьких структур, казначейські зобов'язання, ощадні сертифікати, державні і компенсаційні сертифікати, житлові чеки, інвестиційні сертифікати.

## Види фінансових ринків
- Валютний ринок
- Грошово-кредитний ринок
- Грошова система
- Фондовий ринок (ринок цінних паперів)